# Corbigny
Corbigny är en kommun i departementet Nièvre i regionen Bourgogne-Franche-Comté i de centrala delarna av Frankrike. Kommunen ligger i kantonen Corbigny som tillhör arrondissementet Clamecy. År 2022 hade Corbigny 1 330 invånare.

## Befolkningsutveckling
Antalet invånare i kommunen Corbigny
| Referens: INSEE |